# ریس فلاناگان
ریس فلاناگان (انگلیسی: Reece Flanagan؛ زادهٔ ۱۹ اکتبر ۱۹۹۴) بازیکن فوتبال اهل بریتانیا است.
از باشگاه‌هایی که در آن بازی کرده‌است می‌توان به باشگاه فوتبال والسال و باشگاه فوتبال لیمینگتون اشاره کرد.